# Sylvie Berger
 (octobre 2014).
Si vous disposez d'ouvrages ou d'articles de référence ou si vous connaissez des sites web de qualité traitant du thème abordé ici, merci de compléter l'article en donnant les références utiles à sa vérifiabilité et en les liant à la section « Notes et références ».
Pour les articles homonymes, voir Berger (homonymie).
Sylvie Berger est une chanteuse française, née en 1961 dans l'Allier, plus connue comme membre fondateur du trio folk français La Bergère.

## Parcours

### Les débuts en musique
Enfant, Sylvie chante avec sa mère et son frère. À l'âge de dix ans, sa mère l'inscrit son frère et elle, pour apprendre à danser, à La Jimbr'tée Bourbonnaise, un groupe d'arts et de traditions populaires. Sylvie raconte : « J'ai commencé par la danse mais je chantais aussi tout ce que je pouvais, dans le cadre du groupe de la Jimbr'tée et de fil en aiguille, dans d'autres groupes. Ça a été la grande découverte. » C'est donc en Bourbonnais que Sylvie Berger fait ses débuts en chanson traditionnelle.
A l'adolescence, dans la ville voisine de Moulins-sur-Allier, elle croise la route de La Chavannée, un autre groupe folk mené par Frédéric Paris que La Jimbr'tée Bourbonnaise accompagne en concerts lors de festivals. Elle a alors un autre grand choc quand elle découvre le répertoire collecté dans la région, le Berry et le Bourbonnais, notamment par Marguerite Gauthier-Villars au XIXe siècle.
À cette époque, Sylvie n'a pas envie d'en faire sa profession. Elle entreprend des études d'infirmière en psychiatrie et commence par travailler mais continue à chanter à côté.

### Roulez fillettes
Au fil des stages et des fêtes, Sylvie fait diverses rencontres dont Evelyne Girardon (ancienne du groupe La Bamboche), Olivier Durif et Éric Montbel, deux membres du groupe Grand Rouge.
Evelyne Girardon lui propose de rejoindre « Roulez fillettes », un projet de groupe qu'elle a commencé à mettre en place avec d'autres chanteuses. Le quartet vocal des débuts devient rapidement un quintet vocal. Sylvie en parle comme de sa « première expérience importante où le but était vraiment de montrer quelque chose à un public »[réf. nécessaire].
À partir de 1989, Roulez fillettes tourne pendant plusieurs années, avec un passage au festival "Bouche à oreille" de Parthenay lors la première année du groupe et un autre en juillet 1993 au Winnipeg Folk Festival dans le Parc provincial de Birds Hill à St. Clements, Manitoba, Canada,.
À l'âge de 30 ans, Sylvie fait finalement de la chanson son métier. Sylvie : « Je me suis dit que si je ne [le] faisais pas maintenant, je le regretterais ! »
En 1993, Sylvie quitte le groupe qui continue en connaissant plusieurs changements dans l'équipe jusqu'à (re)devenir un temps un trio, toujours autour d'Evelyne Girardon.

### Tradmania
Après l'expérience Roulez fillettes, Sylvie travaille sporadiquement avec Jean Blanchard (ancien de La Bamboche) jusqu'à monter ensemble en 1994 un nouveau groupe appelé « Tradmania » comprenant, outre Sylvie au chant et Jean Blanchard à la cornemuse, le contrebassiste Michel Poncet (qui avait joué dans les derniers instants de La Bamboche) et le saxophoniste-clarinettiste (plutôt orienté jazz) François Dumont d'Ayot. À l'intérieur de son répertoire fait de chansons et de morceaux construits, le groupe s'autorise l'improvisation sur scène, expérience nouvelle pour Sylvie. La musique de Tradmania déconcerte une partie du public, comme lors de ce concert mémorable à Seyssins près de Grenoble lors d'une nuit du folk au cours de laquelle une partie du public hurle « allez jouer sur Arte ! » tandis que l'autre partie applaudit. Le groupe ne participe pas à des festivals mais donne des concerts isolés dans des salles autour de Lyon.
Le groupe (sans le contrebassiste) participe ensuite à un projet de musique autour du peintre Miró pour un ballet de danse contemporaine d'une compagnie lyonnaise.

### Les Puces etGabriel Yacoub
Sylvie travaille ensuite dans des projets très éphémères, que peu de gens ont vus. Elle participe à deux projets d'Alix Quoniam : un spectacle autour d'un conte des îles Hébrides, La Ballade de la femme-phoque et le projet Passeurs de chants.
Sylvie retrouve Jean Blanchard sur deux spectacles à trois ans d'intervalle : Le Bonheur des pierres (avec notamment la contrebassiste Estelle Amsellem) et Fleur de terre (avec Robert Amyot et à nouveau Estelle Amsellem), ce dernier spectacle donnant lieu à une série de concerts à Lyon et à un disque.
À peu près à cette même époque, Sylvie reprend quelques concerts avec Roulez fillettes avant de participer avec Gabriel Yacoub à la musique d'un ballet de danse contemporaine. Elle se retrouve parmi les chanteurs qui participent à la collection Anthologie de la chanson française dirigée par Marc Robine, Emmanuel Pariselle et Gabriel Yacoub, constituée elle-même de plusieurs séries d'anthologies. Elle participe plus précisément à la série ayant trait à la chanson traditionnelle.
À cette époque (~1994), Sylvie monte aussi un duo appelé « Les Puces » avec la chanteuse canadienne francophone Nikki Matheson, elle-même collaboratrice de Gabriel Yacoub sur scène et sur disque. Le répertoire du duo se compose de chansons traditionnelles françaises et américaines issus des répertoires des deux artistes qui, sur scène, mélangent leur voix. Sylvie participe en 1994 aux chœurs (avec Nikki Matheson) à l'album Quatre de Gabriel Yacoub. Elle participera bien plus tard (toujours aux chœurs) à deux autres albums de Gabriel : l'album studio : Yacoub: paru en 2001 (sur une chanson seulement, Le sel et le sucre) puis le double album live Je vois venir... paru en 2004 enregistré au Théâtre de Cornouaille à Quimper en janvier 2003.
D'autres projets suivent : Sylvie participe à l'album Le Jardin de l'ange (1998) d'Éric Montbel qui est une commande de la maison de disques de l'époque d'Éric pour faire un CD de chants de Noël. Le répertoire choisi n'est pas souvent chanté, sauf par La Chavannée qui depuis longtemps fait un travail sur les chansons de Noël populaires. L'idée étant de faire plusieurs Jardins, un nouveau projet voit le jour appelé Le Jardin des mystères au répertoire plus proche des chansons que Sylvie a l'habitude de chanter, toujours traditionnelles, la source principale étant le répertoire du « Centre-France », celui en particulier d'Achille Millien très présent dans ces deux projets.

### La Bergère

#### Formation du trio (depuis 2000)
Au début des années 2000, Sylvie envisage de faire un disque solo. Sa rencontre avec Gabriel Yacoub constitue « une chance inouie » en cela qu'il la met en confiance et en valeur. Un trio appelé La Bergère se met en place quand Sylvie quitte Lyon pour la région parisienne : elle se retrouve alors « sans personne avec qui jouer, tous ses copains étant à Lyon »[réf. nécessaire]. Sylvie se rappelle avoir rencontré Emmanuel Pariselle à l'occasion du projet Anthologie de la chanson traditionnelle et Julien Biget quelques années plus tôt en jouant à Lille et en Belgique avec Nikki Matheson à l'époque de leur duo Les Puces ; les deux musiciens multi-instrumentistes et chanteurs acceptent la proposition de Sylvie de former avec elle le trio La Bergère, véhicule à la fois léger et complet, idéal pour porter son premier projet musical personnel qui consiste à mêler aux chansons traditionnelles des œuvres originales.

#### Ouvarosa, le premier album de La Bergère (2002–2005)
Fidèle à sa proposition formulée quelques années auparavant de « produire un disque avec [Sylvie] », Gabriel Yacoub écrit la plupart des chansons de ce premier album du trio intitulé Ouvarosa. Publié en 2002 par Le Roseau, le label de Gabriel Yacoub, le disque présente ainsi des textes très sensibles, très personnels, d'une grande profondeur et d'une grande sensibilité. Outre les compositions et textes de Gabriel Yacoub, on trouve des textes littéraires (Paul Fort, Victor Hugo) plutôt que des textes de chansons traditionnelles. Sylvie explique cela : « Je voulais mettre deux ou trois textes traditionnels dans le disque au départ, et en fait on s'est aperçus qu'on n'était pas arrivés à faire avec ces textes quelque chose de cohérent au niveau des arrangements, qui soit exactement dans le même esprit. C'est en projet, je n'abandonne pas les chansons traditionnelles, ce serait quand même dommage. Ce qui m'intéresse, c'est vraiment de chanter des chansons, qu'elles soient traditionnelles ou pas. Pour moi, c'est essentiel. C'est l'émotion qu'on ressent en les chantant ou en les écoutant qui est importante, ce n'est pas d'où elles viennent. » et ajoute « Ce disque est lié à l'enfance, aux souvenirs, à la mémoire, à l'eau, à des choses qui passent comme ça, sans que je sache pourquoi. »[réf. nécessaire].
Dans les années 2004–2006, Sylvie se produit également avec Hélène Girard au sein du duo féminin « Les Glaneuses » qui interprète a capella des airs populaires de France et d'ailleurs,.

#### Fi de l'eau, le deuxième album de La Bergère (2006–2011)
Fi de l'eau, le second album (studio) de La Bergère sort en 2006, également sur le label Le Roseau.
Le 5 mai 2007 (21h) à la Maison de la Culture de Nevers, Sylvie participe en artiste invitée (aux côtés de 100 autres musiciens sur scène dont Gilles Chabenat) à un concert exceptionnel de musique traditionnelle donné par l'Ensemble de Musique Traditionnelle de Nevers (EMTN).
Devenue la compagne de Gabriel Yacoub, Sylvie Berger cosigne deux titres de son dernier album en date De la nature des choses sorti en 2008, Le feu et La bougie, dont elle signe la musique et Gabriel le texte.
Le 22 juillet 2011, Sylvie Berger se produit sur scène dans le cadre du festival "Het Lindeboom" de Loon-Plage en invitée de la "carte blanche à Gabriel Yacoub", aux côtés du Trio Gabriel Yacoub (accompagné d'un quatuor de cuivres) et de nombreux autres invités (Gilles Servat, Marie de Malicorne, Ludo Vandeau, Ambrozijn).

#### Fin de la collaboration avec le label Le Roseau & nouveau départ du trio La Bergère (2012–2024)

##### Le "quatre titres"La Bergèreen prémices au nouvel album
Le 6 décembre 2012, le trio sort La Bergère, un EP "quatre titres" studio en prémices à la sortie de son troisième album prévue courant 2014.
Le jeudi 17 janvier 2013, le trio donne un concert à l'estaminet Les Damoiselles à Nieppe.
Le temps d'un concert donné le 29 mars 2013 à Saint-Jean-du-Gard à l'Espace Paulhan dans le cadre du festival "Boulegan à l'Ostal", Sylvie Berger participe à la création du quartet qu'elle forme pour l'occasion avec Christian Pacher, Anne-Lise Foy et Cyril Roche,.

##### Étreintes, le nouvel album de La Bergère (2014)
Le 15 février 2014, La Bergère sort son troisième album Étreintes aux Éditions AEPEM (Association d'Étude, de Promotion et d'Enseignement des Musiques Traditionnelles des Pays de France) et publie un nouveau site web en accompagnement de la sortie du nouvel album. À l'instar des deux premiers albums du trio, Étreintes a été enregistré (en 5 jours) à Liège en Belgique au studio Homerecords de Michel Van Achter.
Julien Biget en a assuré la direction artistique (notamment le mixage) et a réalisé tous les arrangements des chansons. Le trio a invité à jouer sur deux titres deux musiciens du Trio Gabriel Yacoub, Gilles Chabenat (vielle à roue) et Yannick Hardouin (basse) « pour rajouter un peu de rock 'n' roll ».
En soutien au nouvel album, le trio annonce une tournée de concerts pour le printemps et l'été 2014 qui passera par Paris (Studio Campus), Lyon (Salle de l'association Agend'Arts, quartier de la Croix-Rousse, pour 3 soirées consécutives) et alentours (Couzon-au-Mont-d'Or), Loon-Plage (Festival "Het Lindeboom"), Château-sur-Allier (Fête des Chavans) mais aussi la Belgique à Belsele (Muziekclub T'Ey).
Le trio est en couverture du no 151 de mars-avril 2014 du bimestriel Trad Magazine.
Le 18 octobre 2014, La Bergère donne un concert à Avermes dans l'Allier (le pays de Sylvie Berger) à la Salle Isléa dans le cadre de la "Nuit des musiques trad' en Bourbonnais", Cyril Roche remplaçant pour l'occasion Emmanuel Pariselle à l'accordéon,,,.

#### Nouvel album (depuis 2024)
Dix ans après la sortie d'Étreintes, La Bergère annonce, le 1er mars 2024, être de retour avec un nouvel accordéoniste, Cyril Roche, un nouveau répertoire et un nouvel album à paraître dont elle dévoile en ligne le premier titre, "Vin de Garde", une chanson signée Sylvie Berger et Gabriel Yacoub, interprétée en live dans une vidéo à la réalisation signée Paul Ellis, filmée à l'atelier de Leïla Daquin de l'association d'arts plastiques Le Camion à Roubaix.

### Trio Noumènes
Au printemps 2018, Sylvie Berger forme avec Olivier Davenas, Philomène Grimberg et Emmanuel Monnet l'ensemble vocal Noumènes – axé sur les chants traditionnels et actuels – à l'occasion du concert que l'ensemble donne le 19 mai à Lyon dans le quartier de la Croix-Rousse au Théâtre sous le caillou dans le cadre du festival Trad en mai. Depuis lors, le quatuor est devenu trio (Sylvie Berger, Olivier Davenas, Emmanuel Monnet) et a donné deux autres concerts : le 23 novembre (en tour de chauffe) à nouveau à Lyon dans le quartier de la Croix-Rousse, cette fois au restaurant Les Enfants du Paradis et le 25 novembre à Couzon-au-Mont-d'Or en concert de clôture des 20 ans de l'association culturelle Le Bec à sons,. Le trio donne ensuite un autre concert le samedi 1er juin à 20h30 à la Maison du braconnage (repaire culturel Solognot) à Chaon (route de Vouzon) dans le cadre d'une soirée hommage à l'écrivain Claude Seignolle et à son œuvre. Le trio se produit le 23 mars 2024 à Cluny (Hôtel des Monnaies), et se produira à nouveau au restaurant Les Enfants du Paradis à Lyon (Croix-Rousse) le 11 mai 2024.

### Trio Ladrolla
Mi avril 2018, Sylvie Berger annonce la formation de l'ensemble vocal Ladrolla avec Solange Panis et Sylvie Heintz, un trio vocal constitué autour des collectages en Berry et Corrèze de Ferdinand Jeunot, Barbillat et Touraine au début du XIXe siècle et du Grand Rouge dans les années 1970. Début février 2019, elle annonce un premier concert du trio le 23 mars 2019 à La Grange à Chassignolles (suivi d'un bal avec Ladrolla et le Trio Euphrasie composé de Solange Panis, Elodie Suarez et Margaux Pasquet)

## Principales formations desquelles Sylvie Berger (a) fait partie
- Roulez fillettes (création du groupe et participation de 1989 à 1993)
- Tradmania (création du groupe en 1994)
- Les Puces (création du duo féminin vers 1994)
- La Bergère (depuis 2001)
- Les Glaneuses (création du duo féminin et participation de 2004 à 2006)
- Noumènes (trio vocal avec Olivier Davenas et Emmanuel Monnet ; depuis 2018)
- Ladrolla (trio vocal avec Solange Panis et Sylvie Heintz ; depuis 2018)

## Discographie
Pour la discographie spécifique, se reporter à l'article de La Bergère

### Participations
- 1998 : Le Jardin de l'ange d'Éric Montbel (chants de Noël ; labels : NordSud / Al Sur)
- 1999 : Fleur de Terre, avec Jean Blanchard et Robert Amyot (labels : Compagnie du beau temps / L'Autre Distribution)